# Timo Tjahjanto
Timo Tjahjanto (nascut Timothy Tjahjanto; 4 de setembre de 1980) és un director de cinema, productor i guionista indonesi conegut pels seus treballs cinematogràfics principalment en gèneres de terror i acció. Tjahjanto és propietari de la productora cinematogràfica Merah Production.
A part de dirigir, produir i escriure la història per a les seves pròpies pel·lícules, Tjahjanto també és conegut com la meitat de The Mo Brothers amb un amic i company de cinema Kimo Stamboel. El duet va rebre una nominació al Premi Citra al Millor Director el 2016 per Headshot, mentre que el mateix Tjahjanto va guanyar els Premi Maya pel Millor Director el 2019 per Sebelum Iblis Menjemput.

## Primers anys
Timo va rebre educació a l'Escola d'Arts Visuals d'Austràlia, on va conèixer el futur col·laborador Kimo Stamboel. Va començar la seva carrera a la indústria del cinema com a artista i fotògraf autònom. Ha citat Psicosi d'Alfred Hitchcock i l'adaptació de Tommy Lee Wallace de 1990 de It de Stephen King com les seves principals influències.

## Carrera professional

### 2007–2017: Inici de carrera, The Mo Brothers i nominat al premi Citra
Tjahjanto i Stamboel van saltar a la fama per dirigir i escriure el seu primer llargmetratge com a directors Macabre (conegut com a Rumah Dara al mercat local) l'any 2009. La pel·lícula es basa en el seu curtmetratge de 2007 Dara, que es va incloure a la pel·lícula d'antologia de 2008 Takut: Faces of Fear. Protagonitzada per Julie Estelle, Shareefa Daanish, Ario Bayu, Aming, i Sigi Wimala. Macabre va rebre crítiques elogioses i va guanyar diversos premis de festivals de cinema internacionals i locals, i Daanish va rebre elogis per la seva actuació com a personatge titular. Tjahjanto i Stamboel van aparèixer entre els mecenes d'Herosase a  Pintu Terlarang de Joko Anwar.
El 2012, va dirigir un segment de la pel·lícula d'antologia The ABCs of Death juntament amb altres cineastes com Nacho Vigalondo, Banjong Pisanthanakun, Ben Wheatley, Noboru Iguchi, Ti West i Yoshihiro Nishimura. L'any següent, va treballar a 'Safe Haven', un segment inclòs a la pel·lícula d'antologia de terror V/H/S/2 que es va estrenar al Festival de Cinema de Sundance de 2013. Tjahjanto va codirigir i coescriure el segment amb Gareth Huw Evans, director de l'èxit d'acció del 2011 The Raid.
El 2014, Tjahjanto es va reunir amb Stamboel com a The Mo Brothers perdirigir, produir i escriure Killers, un thriller de terror de coproducció japonesa-indonèsia. La pel·lícula és protagonitzada per actors tant del Japó com d'Indonèsia, inclosos Kazuki Kitamura, Oka Antara, Rin Takanashi, Luna Maya, Ray Sahetapy, Epy Kusnandar i Tara Basro. Es va estrenar al Festival de Cinema de Sundance de 2014 i va rebre crítiques positives quan es va llançar amb una puntuació del 73% a Rotten Tomatoes. El duet es va unir de nou el 2016 per estrenar la pel·lícula d'acció Headshot amb l'estrella de The Raid Iko Uwais i l'actriu guanyadora dels Premis Maya Chelsea Islan en papers principals amb Sunny Pang, Julie Estelle, Zack Lee, Bront Palarae, i Ario Bayu en papers secundaris.

### 2018-present: treballs en solitari, més reconeixements, premi Maya
Prenent una pausa dels seus treballs amb Stamboel com The Mo Brothers, Tjahjanto va explorar el gènere de la terror sobrenatural amb Sebelum Iblis Menjemput el 2018. Aquest és el seu primer llargmetratge com a director en solitari. Estrenat amb crítiques positives, a pel·lícula el va veure reunir-se amb Chelsea Islan, Ray Sahetapy i Shareefa Daanish. Més tard l'any, va estrenar The Night Comes for Us basat en un guió que va escriure com a homenatge al Cinema dels anys vuitanta de Hong Kong. La pel·lícula és la primera producció original de Netflix  d'Indonèsia i va rebre elogis de la crítica amb una puntuació del 91% a Rotten Tomatoes. La pel·lícula és protagonitzada per les principals estrelles d'acció Joe Taslim (Fast & Furious 6, Star Trek Beyond) i Iko Uwais amb qui va treballar anteriorment a Headshot. En papers secundaris, va agafar actors que s'han convertit en col·laboradors freqüents, com ara Julie Estelle, Zack Lee, Sunny Pang, Abimana Aryasatya, Hannah Al Rashid, Shareefa Daanish i Epy Kusnandar. L'actriu guanyadora del Premi Citra Dian Sastrowardoyo també va protagonitzar un assassí encarregat de caçar el personatge principal interpretat per Taslim, marcant la seva primera aventura en el gènere d'acció.
El febrer de 2020, Tjahjanto va llançar la seqüela de Sebelum Iblis Menjemput, titulada Sebelum Iblis Menjemput Ayat 2 amb Islan repetint el seu paper de personatge principal. La pel·lícula es va estrenar als cinemes i més tard a Disney+ Hotstar a Indonèsia amb Shudder assumint els drets de distribució estatunidencs. Va rebre crítiques diverses de la crítica. La pel·lícula va guanyar per a Tjahjanto els premis Maya de 2020 al Millor Director i Millor Guió Adaptat.

### Pròxims projectes
El setembre de 2018, Tjahjanto va donar a entendre a Twitter que estava treballant en l'adaptació del còmic de thriller d'acció JITU: Joint Tactical Intelligence Unit a un llargmetratge. El projecte no s'ha confirmat oficialment malgrat que Tjahjanto va publicar un altre teaser a Instagram l'abril de 2019.
Tjahjanto també ha confirmat que ha coescrit el guió d'una pel·lícula spin-off centrada en el personatge de Julie Estelle de The Night Comes for Us, titulat Night of the Operator, amb l'amic i col·laborador Aaron Stewart-Ahn. Tot i que no s'ha fet cap confirmació oficial, Tjahjanto i Stewart-Ahn van penjar 'un cartell amb el personatge d'Estelle amb un fons vermell a les xarxes socials el gener 2020.
El febrer de 2020, Tjahjanto va publicar al seu compte de Twitter insinuant una seqüela de l'èxit de 2009 dels Mo Brothers Macabre. En un podcast amb el cineasta indonesi Joko Anwar a l'abril 2020, Tjahjanto va compartir que, tot i que la pel·lícula va ser un èxit al circuit de festivals, no va tenir tant èxit econòmicament i que ell i Stamboel només faran una seqüela si tenen una història que s'ajusti als seus ideals.
Després del llançament de Sebelum Iblis Menjemput Ayat 2, va anunciar l'octubre de 2020 que un seguiment, titulat May the Devil Take You: Dajjal, està en preproducció amb Islan i Daanish insinuant que repetiran els seus respectius papers en resposta a l'anunci.
Tjahjanto va ser anunciat com a director d'una adaptació en imatge real de l'adaptació cinematogràfica de l'Bumilangit Cinematic Universe del personatge del còmic Si Buta dari Gua Hantu a The Blind of the Phantom Cave: Angel's Eyes el 2018. La producció estava programada per començar a principis del 2020, però es va retardar a causa de la pandèmia de COVID-19. Es rumorejava que Iko Uwais interpretaria el paper principal com el personatge titular. Forma part de la pel·lícula Bumilangit Cinematic Universe pel seu volum 1.
El febrer de 2021, es va anunciar que Tjahjanto dirigiria un remake del gran èxit de Corea del Sud Train to Busan amb James Wan com a productor per a New Line Cinema. Al novembre 2021, va ser contractat per dirigir el reinici de Under Siege per a HBO Max.
El juliol de 2023, Tjahjanto va ser anunciat com a director de la pel·lícula d'acció de Netflix The Shadow Strays. l juny de 2024, es va anunciar que dirigiria Nobody 2, la seqüela de Nobody (2021).

## Vida personal
Tjahjanto es va casar amb l'actriu nominada als premis Citra Sigi Wimala (que va fer un paper secundari a la seva pel·lícula Macabre) en una església de Jakarta oriental el novembre de 2009. Tenen dues filles. Es van divorciar en silenci el 2021.

## Filmografia
| 2012 | The ABCs of Death              | Sí | Sí | No       | Segment: "L is for Libido" També editor                |
| 2013 | V/H/S/2                        | Sí | Sí | No       | Segment: "Safe Haven" Co-dirigida amb Gareth Huw Evans |
| 2018 | Sebelum Iblis Menjemput        | Sí | Sí | No       |                                                        |
| 2018 | The Night Comes for Us         | Sí | Sí | Sí       |                                                        |
| 2019 | Hit & Run                      | No | No | Executiu |                                                        |
| 2019 | Portals                        | Sí | Sí | No       | Segment: "Sarah"                                       |
| 2020 | Sebelum Iblis Menjemput Ayat 2 | Sí | Sí | Sí       |                                                        |
| 2021 | V/H/S/94                       | Sí | Sí | No       | Segment: "The Subject"                                 |
| 2022 | Perempuan Bergaun Merah        | No | No | Sí       |                                                        |
| 2022 | The Big 4                      | Sí | Sí | Sí       |                                                        |
| 2024 | The Shadow Strays              | Sí | Sí | No       |                                                        |
| 2025 | Nobody 2                       | Sí | No | No       | En rodatge                                             |

### Com aThe Mo Brothers
| 2007 | Dara                 | Sí | Sí | Sí | curtmetratge També editor    |
| 2008 | Takut: Faces of Fear | Sí | Sí | Sí | Segment: "Dara" També editor |
| 2009 | Macabre              | Sí | Sí | Sí |                              |
| 2014 | Killers              | Sí | Sí | Sí |                              |
| 2016 | Headshot             | Sí | Sí | No |                              |

## Premis i nominacions
| Any  | Premi                                                  | Categoria                                       | Treball                        | Resultat  | Notes                                                      |
| ---- | ------------------------------------------------------ | ----------------------------------------------- | ------------------------------ | --------- | ---------------------------------------------------------- |
| 2007 | Freak Show Horror Film Festival                        | Premi del Públic                                | Dara                           | Guanyador | com The Mo Brothers                                        |
| 2007 | Festival de Cinema de Terror de la Ciutat de Nova York | Premi del Públic                                | Dara                           | Guanyador | com The Mo Brothers                                        |
| 2009 | Festival Internacional de Cinema Fantàstic de Bucheon  | El millor de Bucheon                            | Macabre                        | Nominat   | com The Mo Brothers                                        |
| 2010 | Festival Internacional de Cinema de Jakarta            | Millor pel·lícula indonèsia                     | Macabre                        | Guanyador | com The Mo Brothers                                        |
| 2011 | KasKus untuk Film Indonesia                            | Millor pel·lícula                               | Macabre                        | Guanyador | com The Mo Brothers                                        |
| 2012 | Festival Internacional de Cinema de Chicago            | Hugo d’Or                                       | The ABCs of Death              | Nominat   | compartit amb altres directors de l'antologia              |
| 2013 | TerrorMolins                                           | Premi del Jurat                                 | V/H/S/2                        | Nominat   | compartit amb altres directors de l'antologia              |
| 2013 | SXSW Film Festival                                     | Premi del Públic                                | V/H/S/2                        | Nominat   | compartit amb altres directors de l'antologia              |
| 2013 | Festival de Sitges                                     | Gran Premi de Cinema Fantastic Europeu de Plata | V/H/S/2                        | Nominat   | compartit amb altres directors de l'antologia              |
| 2016 | Festival Internacional de Cinema Fantàstic Fantaspoa   | Menció d'Honor al Cinema Internacional          | Killers                        | Guanyador | com The Mo Brothers                                        |
| 2016 | L'Étrange Festival                                     | Llargmetratge internacional                     | Headshot                       | Guanyador | com The Mo Brothers compartit amb Lo chiamavano Jeeg Robot |
| 2016 | 36ns Premis Citra                                      | Millor director                                 | Headshot                       | Nominat   | com The Mo Brothers                                        |
| 2018 | Festival de Sitges                                     | Premi Midnight X-Treme                          | Sebelum Iblis Menjemput        | Guanyador | [ 39 ]                                                     |
| 2019 | 8ns Premis Maya                                        | Millor director                                 | Sebelum Iblis Menjemput        | Guanyador |                                                            |
| 2019 | 8ns Premis Maya                                        | Indonesian Film in International Platform       | The Night Comes for Us         | Guanyador | Menció especial                                            |
| 2020 | 9ns Premis Maya                                        | Millor pel·lícula                               | Sebelum Iblis Menjemput Ayat 2 | Nominat   |                                                            |
| 2020 | 9ns Premis Maya                                        | Millor director                                 | Sebelum Iblis Menjemput Ayat 2 | Nominat   |                                                            |
| 2020 | 9ns Premis Maya                                        | Millor guió adaptat                             | Sebelum Iblis Menjemput Ayat 2 | Nominat   |                                                            |
| 2023 | 43è Premis Citra                                       | Millor director                                 | The Big 4                      | Nominat   | [ 40 ]                                                     |